# Политическа свобода (вестник)
„Политическа свобода“ е български вестник, излизал в София от 6 февруари 1898 до 18 май 1899 година като орган на Македоно-одринска социалдемократическа група. Отговорен редактор е Стоян Иванов. Печата се в печатницата на П. Калъчев, както и в печатница „Светлина“. Мотото му е „Освобождението на Македония е дело на самите македонци. Чрез народа за народа. Македония на македонците“.
| Годишнина | Броеве | Дата                          |
| --------- | ------ | ----------------------------- |
| I         | 1 – 12 | 6 февруари 1898 – 18 май 1899 |

От брой 7 има подзаглавие Орган на македонските социалисти революционери и отговорен редактор му става В. Сираков. Отговорен редактор по-късно са Димитър Влахов и Андон Шулев. В редакцията участват и Васил Главинов Димо Хаджидимов. Излиза два пъти в месеца.
Вестникът смята, че Македония трябва да се освободи чрез революция и бъдещето ѝ е в кантонизация, при която населението на всеки кантон ще може само да избира официалния език на администрацията и училищата.